# Louise Jallu
Louise Jallu est une bandonéoniste et compositrice française née le 29 avril 1994. Elle est aussi professeure de bandonéon et de musique de chambre tango au conservatoire de Gennevilliers.

## Biographie
Louise Jallu a commencé le bandonéon à cinq ans au Conservatoire de Gennevilliers. Elle grandit dans une famille mélomane et va bénéficier au conservatoire, sa ville natale, des cours de bandonéon - l’une des rares classes de bandonéon à l'époque en Europe - avec les professeurs Jean-Baptiste Henry, élève de César Stroscio, et de Juan José Mosalini. Elle étudie parallèlement l’harmonie, l’analyse et la composition notamment auprès du compositeur Bernard Cavanna, qui la repère dès son plus jeune âge,,,.
Elle fonde très tôt ses propres formations. C’est avec le Louise Jallu Quartet (avec Mathias Lévy au violon, Grégoire Letouvet au piano et Alexandre Perrot à la contrebasse) qu’elle enregistre un premier album, Francesita (Klarthe Records, 2018), album remarqué qui propose des arrangements originaux de la musique de Enrique Delfino (es), compositeur argentin de tangos, célèbre dans les années 1920 et 1930,  avec la présence d’artistes de renoms, tels que Claude Tchamitchian, Claude Barthélémy, César Stroscio, Tomás Gubitsch, Sanseverino et Katerina Fotinaki. Ce double albums propose aussi d’autres titres en version solo. Elle évoque - d’après le livre d’Albert Londres Sur le chemin de Buenos Aires - les femmes victimes de la traite des blanches dans les maisons closes de Buenos Aires dans les années 1920 dont les prénoms ou surnoms ont donné lieu à divers titres de « tango canción » (tangos chantés). Elle compose pour cet album plusieurs titres originaux dont un hommage à sa ville à Gennevilliers, et 7 huîtres, une musique située entre le tango et le jazz, qui donne un grand espace à l'improvisation. 
Louise Jallu parcourt les scènes de France et d’Europe avec cet album et le présente en solo à Buenos Aires en 2019.
Elle crée par ailleurs plusieurs œuvres de musique contemporaine dont Sonatine Eléments (2018) et Sonatine 43 (2016) de Bernard Cavanna qui préfigurent une pièce plus ambitieuse pour bandonéon, cornemuse et orchestre, Sonatine Orchestra, en commande de l’Orchestre National de Bretagne, et collabore avec l'Ensemble Sillage. Elle arrange aussi sa pièce À Gennevilliers pour le premier album de l'ensemble Stick&Bow.
En 2020, elle enregistre à la Philharmonie de Paris son deuxième album Piazzolla 2021 (Klarthe Records, 2021) dont la sortie le 15 janvier 2022 est bien accueillie par la critique en France et en Argentine. Se joignent à cet album des artistes majeurs le pianiste Gustavo Beytelmann (qui accompagna Astor Piazzolla en Europe dans sa tournée de 1977) et le trompettiste Médéric Collignon pour le titre Oblivion,,,,. 
Elle est nommée en avril 2021 aux Victoires du jazz dans la catégorie Révélation (Prix Frank Ténot).
En janvier et février 2022, elle est Résidente à la Villa Médicis, l'Académie de France à Rome, et y commence l'écriture d'un troisième album.
Le 22 mai 2022, elle joue à la Philharmonie de Paris dans la Grande Salle Pierre Boulez avec son quintette, y présentant le programme de son album Piazzolla 2021.
En janvier 2024, parait l'album JEU avec un concert de sortie à Radio France. 
En juillet 2024, elle est programmée en solo en première partie de Mathieu Chedid et Thibault Cauvin au Festival Les Nuits de Fourvière. 

## Prix et récompenses
- Nomination aux Victoires du Jazz, catégorie Révélation (Prix Frank Ténot) (2021)
- Lauréate de la Fondation Jean-Luc Lagardère, Catégorie Musique Classique & Jazz (2019)
- 2e Prix du Concours International de Klingenthal, Catégorie Bandonéon Solo (2011)

## Discographie
- Jeu  - Klarthe Records (2024)
- Piazzolla 2021 - Klarthe Records (2021)
- Live au Café De la Danse (vinyle) - Klarthe Records (2019)
- Francesita (double album) - Klarthe Records (2018)
- Ars moderna - Duo Fukui/Jallu - Klarthe Records (2016)